# Prvenstvo Ljubljanskog nogometnog podsaveza 1924./25.
Prvenstvo Ljubljanskog podsaveza za sezonu 1924./25. bilo je šesto nogometno natjecanje u organizaciji Ljubljanskog nogometnog podsaveza.
Na redovnoj skupštini LJNP-a 10. kolovoza 1924. donesena je odluka da se na području LJNP-a osnuje prva liga koju su činila četiri kluba iz Ljubljane, dva kluba iz Maribora i prvak Celja. Pojedinosti su precizirane na sjednici Upravnog odbora LJNP-a 19. kolovoza.

## Novosti
U sezoni 1924./25. dolazi do velikih promjena u sustavu natjecanja. Uspostavljena je jedinstvena podsavezna liga u kojoj su svoje mjesto našla četiri kluba iz Ljubljane, dva iz Maribora i jedan iz Celja. Ilirija, predvođena braćom Ivanom, Gabrijelom, Ladislavom i Milanom Zupančičem, upisala je 11 pobjeda i jedan remi u Celju gdje je igrala s rezervnim sastavom. Jedinstvena liga je ukinuta nakon prve sezone zbog slabe posjećenosti i prevelikih troškova te nije došlo do ispadanja. Nakon besprijekorne konkurencije na kraju je drugo mjesto osvojio Rapid Maribor, a treći pomalo neočekivano Jadran Ljubljana za koji su tada igrali Vidmar, Pečnik, Strickberger, Bončina, Januš, Rogač, Okrupa, Kern, Rape, Martinak i Jamnik. Jadran, koji je kasnije obnovio vlastiti teren na Koleziji, imao je bod više od favoriziranih Hermesa i Primorja.

Novo natjecanje nije pogodovalo Iliriji budući da je ponovno eliminirana u državnom prvenstvu. Nakon Građanskog i SAŠK-a, subotička Bačka pobjednički je otišla iz Ljubljane slavivši s 3:0. Slično je bilo i u Kupu kralja u kojem se reprezentacija LJNP-a ponovno susrela s favoriziranom selekcijom Zagrebačkog podsaveza. Momčad u kojoj je bilo osam igračica Ilirije nije bila tako uspješna kao prošle godine te je ovaj put izgubila 1:3. Primorje je uspjelo preuzeti vodstvo podsaveza koji je vratio stari sustav natjecanja po skupinama.

## Ljestvica
| mj.     | klub               | ut. | pob. | ner. | por. | gol+ | gol- | kvoc   | bod |
| ------- | ------------------ | --- | ---- | ---- | ---- | ---- | ---- | ------ | --- |
| 1.      | Ilirija Ljubljana  | 12  | 11   | 1    | 0    | 57   | 5    | 11,400 | 23  |
| 2.      | Rapid Maribor      | 12  | 7    | 0    | 5    | 28   | 25   | 1,120  | 14  |
| 3.      | Jadran             | 12  | 5    | 2    | 5    | 18   | 27   | 0,666  | 12  |
| 4.      | Hermes Ljubljana   | 12  | 4    | 3    | 5    | 18   | 21   | 0,857  | 11  |
| 5.      | Primorje Ljubljana | 12  | 4    | 3    | 5    | 21   | 35   | 0,600  | 11  |
| 6.      | 1. SSK Maribor     | 12  | 4    | 1    | 7    | 20   | 32   | 0,625  | 9   |
| 7.      | Celje              | 12  | 1    | 2    | 9    | 17   | 34   | 0,500  | 4   |
|         |                    |     |      |      |      |      |      |        |     |
| Izvori: |                    |     |      |      |      |      |      |        |     |

|  | Ilirija Ljubljana je prvak podsaveza i kvalificirala se za državno prvenstvo 1925. |

## Rezultati
Jesenji dio:
8. 9. 1924. Celje – Jadran 5:2
14. 9. 1924. Ilirija – Celje 3:2
21. 9. 1924. Maribor – Celje 3:0, Jadran – Hermes 2:1, Ilirija – Rapid 10:0
28. 9. 1924. Hermes – Maribor 2:1, Ilirija – Jadran 2:0, Primorje – Celje 2:1
5. 10. 1924. Hermes – Celje 3:3, Primorje – Jadran 1:1, Ilirija – Maribor 3:0
12. 10. 1924. Ilirija – Hermes 5:1, Primorje – Rapid 3:1, Jadran – Maribor 3:1
19. 10. 1924. Ilirija – Primorje 9:0, Rapid – Hermes 1:0
26. 10. 1924. Maribor – Primorje 4:4, Rapid – Celje 3:0 (pf)
2. 11. 1924. Rapid – Maribor 3:0, Hermes – Primorje 3:1
9. 11. 1924. Rapid – Jadran 5:0
Proljetni dio:
1. 3. 1925. Ilirija – Maribor 9:1, Rapid – Primorje 4:3
8. 3. 1925. Jadran – Hermes 1:1, Maribor – Celje 3:1
15. 3. 1925. Ilirija – Jadran 5:0, Primorje – Maribor 3:2, Hermes – Celje 4:1
19. 3. 1925. Ilirija – Hermes 3:1
22. 3. 1925. Maribor – Jadran 3:1, Hermes – Primorje 0:0, Rapid – Celje 4:2
29. 3. 1925. Ilirija – Primorje 6:0
5. 4. 1925. Ilirija – Rapid 2:0
19. 4. 1925. Hermes – Rapid 2:1, Celje – Ilirija 0:0
26. 4. 1925. Jadran – Primorje 2:1, Maribor – Hermes 2:0
3. 5. 1925. Primorje – Celje 3:2
10. 5. 1925. Jadran – Rapid 3:2
17. 5. 1925. Rapid – Maribor 4:0, Celje – Jadran 3:1

## 2. razred

### Maribor
| mj.     | klub            | ut. | pob. | ner. | por. | gol+ | gol- | Bod |  |
| ------- | --------------- | --- | ---- | ---- | ---- | ---- | ---- | --- |  |
| 1.      | Merkur Maribor  | 6   | 3    | 1    | 2    | 19   | 11   | 7   |  |
| 2.      | SK Ptuj         | 6   | 2    | 2    | 2    | 10   | 14   | 6   |  |
| 3.      | Mura M. Sobota  | 6   | 2    | 1    | 3    | 9    | 13   | 5   |  |
| 4.      | Svoboda Maribor | 6   | 1    | 2    | 3    | 9    | 15   | 4   |  |
|         |                 |     |      |      |      |      |      |     |  |
| Izvori: |                 |     |      |      |      |      |      |     |  |

## Poveznice
- Ljubljanski nogometni podsavez
- Prvenstvo Jugoslavije u nogometu 1925.

## Vanjske poveznice
- Zgodovina nogometa v Kraljevini SHS/Jugoslaviji in v času okupacije
- Zbornik Medobčinske nogometne zveze Ljubljana 1920–2020
- RSSSF
- exYUfudbal
- claudionicoletti.eu